# Anseba
Anseba (Tigrinya ዞባ ዓንሰባ, arabisch إقليم عنسبا, italienisch Regione dell'Anseba)  ist eine Region (Zoba) Eritreas mit insgesamt etwa 621.000 Einwohnern.
Ihre Hauptstadt ist Keren.

## Geographie
Benannt ist die Region nach dem Fluss Anseba, der sie durchfließt und der in den Barka mündet. 
Anseba liegt im Nordwesten Eritreas, im Westen grenzt es an den Sudan. 
Die Region besteht aus Distrikten, die jeweils nach ihren Hauptorten benannt sind: Adi Tekelezan, Asmat, Elabered, Geleb, Hagaz, Halhal, Habero, Keren, Kerkebet und Sela.